# AAM-4
Mitsubishi AAM-4 (Type 99) – japoński pocisk rakietowy klasy powietrze-powietrze średniego zasięgu 

## Historia
Konstrukcja została stworzona dla zastąpienia pocisku AIM-7 Sparrow wykorzystywanego przez japońskie lotnictwo, jako uzbrojenie dla myśliwców F-15J Eagle i Mitsubishi F-2. W odróżnieniu od AIM-7 nowy pocisk jest naprowadzany aktywnie, jest większy, ale dzięki temu wzrósł zasięg. Aby lepiej wykorzystać możliwości pocisku dla samolotów F-2 opracowano wersje AAM-4B, przeznaczoną dla F-2 z radarem Mitsubishi J/APG-2 z aktywnym skanowaniem fazowym, do tego standardu zostanie zmodernizowanych 60 samolotów. Japonia wykorzystuje AAM-4 równolegle z amerykańskimi AIM-120B AMRAAM.